# 5040
5040（五千四十、ごせんよんじゅう）は自然数、また整数において、5039の次で5041の前の数である。

## 性質
- 5040は合成数であり、約数は1, 2, 3, 4, 5, 6, 7, 8, 9, 10, 12, 14, 15, 16, 18, 20, 21, 24, 28, 30, 35, 36, 40, 42, 45, 48, 56, 60, 63, 70, 72, 80, 84, 90, 105, 112, 120, 126, 140, 144, 168, 180, 210, 240, 252, 280, 315, 336, 360, 420, 504, 560, 630, 720, 840, 1008, 1260, 1680, 2520, 5040である。
  - 約数の和は19344。
- 19番目の高度合成数であり、約数を60個持つ。1つ前は2520、次は7560。
  - 自身より小さい全ての高度合成数を約数にもつ最大の高度合成数である。1つ前は720。(オンライン整数列大辞典の数列 A136253)
- 5040 = 1 × 2 × 3 × 4 × 5 × 6 × 7
  - 7番目の階乗数 (7!) である。1つ前は720、次は40320。
  - 7連続自然数の積で表せる最小の数である。次は40320。
  - 異なる7つの物を一列に並べる並べ方は5040通りである。(→順列)
  - 素数 p = 7 のときの p! とみたとき1つ前は120、次は39916800。(オンライン整数列大辞典の数列 A039716)
- 5040 = 2 × 3 × 4 × 5 × 6 × 7
  - 6連続自然数の積で表せる2番目の数である。1つ前は720、次は20160。
- 5040 = 7 × 8 × 9 × 10
  - 4連続自然数の積で表せる7番目の数である。1つ前は3024、次は7920。
  - n = 10 のときの n!/6! の値とみたとき1つ前は504、次は55440。(オンライン整数列大辞典の数列 A001730)
- 20までの10個の偶数（2, 4, 6, 8, 10, 12, 14, 16, 18, 20）の最小公倍数である。1つ前の18までも5040、2つ前の16までは1680、次の22までは55440。
- 906番目のハーシャッド数である。1つ前は5031、次は5044。
- 5040 = 24 × 32 × 5 × 7
  - 4つの異なる素因数の積で p 4 × q 2 × r × s の形で表せる最小の数である。次は7920。
- 5040 = 712 − 1
  - n = 71 のときの n 2 − 1 とみたとき1つ前は4899、次は5183。
  - n 2 − 1 の形で表せる3番目（最大）の階乗数である。1つ前は120。
- 異なる10個の物の中から4つ選んで並べる並べ方は5040通りである。
  - 10P4 = 10 × 9 × 8 × 7
- 5040は以下の式を満たす整数のうち知られている中では最大の数である。σ は約数関数を表す。

{\displaystyle \sigma (n)\geq e^{\gamma }n\log \log n} （γ: オイラー定数）
実際の値は {\displaystyle \sigma (5040)=19344\,} 、{\displaystyle e^{\gamma }\cdot 5040\cdot \log \log 5040=19237.84996...\,} である。
- n > 5040において上記の不等式が全ての n において偽ならばリーマン予想は真であることが Guy Robin によって1984年に証明された。

- 約数の和が5040になる数は33個ある。(1560, 1740, 1824, 1836, 1992, 2148, 2214, 2262, 2296, 2392, 2470, 2492, 2514, 2528, 2596, 2668, 2876, 3058, 3154, 3471, 3567, 3777, 3835, 3895, 4147, 4195, 4199, 4609, 4667, 4769, 4843, 4897, 5039) 約数の和33個で表せる最小の数である。次は13680。
- 連続してある数に対して約数の和を求めていった場合87個の数が5040になる。5040より小さい数で87個ある数はない。1つ前は4800 (79個) 、次は6552 (92個) 。言いかえると {\displaystyle \sigma ^{m}(n)=5040~(m\geqq 1)} を満たす n が87個あるということである。(ただし σ は約数関数) (オンライン整数列大辞典の数列 A241954)

## その他 5040 に関連すること
- 1 週間の半分は 5040 （= 7 日 × 24 時間/日 × 60 分/時間 / 2）分である。
- 5040° は 14 回転の角度に相当する (5040° = 14 × 360°)。
- 5040 個は 35 グロスである (5040 = 35 × 144)。